# Ocotea macropoda
Ocotea macropoda är en lagerväxtart som först beskrevs av Carl Sigismund Kunth, och fick sitt nu gällande namn av Carl Christian Mez. Ocotea macropoda ingår i släktet Ocotea och familjen lagerväxter. Inga underarter finns listade i Catalogue of Life.